# Павел Ключина
Павел Ключина, также Поль-К., П. Чарский (настоящие имя и фамилия — Ключник Павел Ефимович; род. 8 сентября 1914, Большой Самбор — 2 июня 1972, Ромны) — украинский советский поэт, прозаик, журналист, педагог; член Союза писателей Украины с 1955 года.

## Биография
Родился 26 августа (8 сентября) 1914 года в Великом Самборе Великосамборской волости уезда Конотопа Черниговской губернии (теперь село Конотопского района Сумской области, Украина) в крестьянской семье.
Участник Великой Отечественной войны. В 1951 году окончил Глуховский педагогический институт. Член ВКП(б) с 1951 года. Работал педагогом в Великосамборской средней школе, учителем в школах Конотопского и Дубовязовского района, корреспондентом в сумской газете «Ленинской правде». 1969 год стал директором Роменского краеведческого музея.

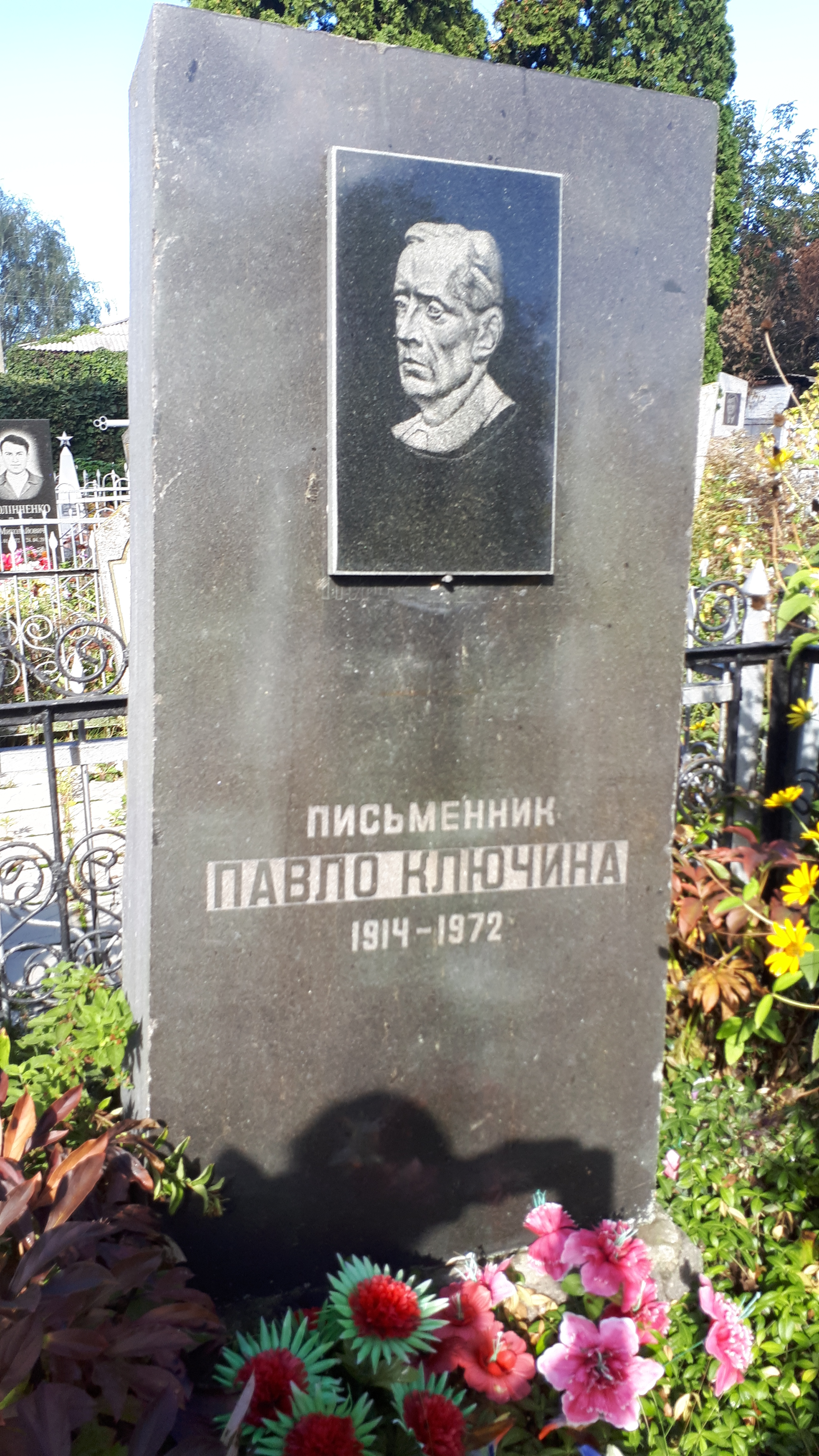
Могила Павла Ключины.

Умер в Ромнах 2 июня 1972, похоронен на городском кладбище города Ромен. На могиле сооружен памятник работы скульптора Ивана Штанова.

## Творчество
С 1944 года начал печататься в сумской областной газете. На постоянной основе печатался с 1948 года при содействии редактора газеты Дубовязовского района Петра Носенко . Впоследствии заручился поддержкой классика украинской литературы — Остапа Вишни, вышедшего из концлагеря.
Корреспондент журнала «Перец». Вместе с поэтами Иосифом Дудкой и Анатолием Воропаем, представитель роменского кружка интеллектуального сопротивления коммунистическому режиму.
- «Байки» (1955);
- «Кропива» (1957);
- «Лев, Осел и Заяц» (1959);
- «Новые байки» (1960);
- «Пшеница и Куколь» (1961);
- «Соловьи и Жабы» (1964);
- «Муха на пасеке» (1965);
- «Медведь гнёт дуги» (1967);
- «Свинья в саду» (1968);
- «Завзяті рогачі: Сатира та гумор» (1968);
- «Сила земли» (1971);
- «Краплини барв земних» (1974);
- «Байки» (1977);
- «Байки и гуморески» (1978).

Отдельные басни поэта переведены на русский, белорусский, армянский, болгарский, польский, чешский языки.
В областных и районных газетах серии опубликованы историко-литературные очерки о пребывании на Роменщине Тараса Шевченко, Михаила Щепкина, Марка Кропивницкого, Марии Заньковецкой.

## Память
- Одна из улиц Ромен названа его именем;
- На доме по улице Коржевской № 15 в Ромнах, где он жил последние годы, установлена мемориальная доска[3];
- В Роменском краеведческом музее постоянно действует экспозиция о жизни и творчестве литератора. Имя писателя увековечено также на мемориальной доске, изготовленной для Роменского краеведческого музея скульптором Олегом Прокопчуком[3].